# Kishuta
Kishuta (szlovákul: Malá Huta) község Borsod-Abaúj-Zemplén vármegye Sátoraljaújhelyi járásában.

## Fekvése
A Zempléni-hegység középső részén helyezkedik el, a megyeszékhely Miskolctól közúton mintegy 90 kilométerre északkeletre, Sátoraljaújhelytől 20 kilométerre nyugatra.
A közvetlenül szomszédos települések: északkelet felől Pálháza, kelet felől Kovácsvágás, dél felől Nagyhuta, északnyugat felől pedig Bózsva.

### Megközelítése
Közúton Pálháza nyugati része felől érhető el, a 3708-as útból kiágazó 37 125-ös számú mellékúton.
Érinti a Pálházi Állami Erdei Vasút is, melynek két megállója van a határai között: Kishuta megállóhely, a belterületének északi széle közelében, valamint Kemencepatak megállóhely, a nyugati határszélén.

## Története
Mint a hutákról elnevezett települések többsége, Kishuta is a 18. században jött létre szlovák nemzetiségű üveghuta-munkások településeként. Elsőként 1792-ben említik Nova Huta néven. Nevét a Som-patak mellett épült üveghutáról kapta.1863-ban Sompatak-Kishuta a neve, 1905 óta hivatalosan Kishuta.
Az itteni üveghuta és a település alapítása Bretzenheim herceg nevéhez és a regéci uradalomhoz fűződik. Az Abaúj és Zemplén vármegye határán lévő nagy erdők irtványain alakult ki a falu. Az első lakosok az üveghuta szlovák származású munkásai voltak.

### Kemencepatak
A községhez tartozik a tőle közúton kb. 2 km-re fekvő Kemencepatak, melynek 2011-es adatok szerint lakónépessége 30 fő, a lakások száma 20. Kemencepataknak önálló vasúti megállója van a Hegyközi Erdei Vasút vonalán.

## Közélete

### Polgármesterei
- 1990–1994: Behina István (független)[6]
- 1994–1998: Behina István (független)[7]
- 1998–2002: Behina István (független)[8]
- 2002–2006: Behina István (független)[9]
- 2006–2010: Kurtos Sándor (független)[10]
- 2010–2014: Kurtos Sándor (független)[11]
- 2014–2019: Kurtos Sándor (független)[12]
- 2019–2024: Kurtos Sándor (független)[13]
- 2024– : Kurtos Sándor (független)[1]

## Népesség
A település népességének változása:
| Lakosok száma | 393  | 352  | 342  | 302  | 285  | 293  | 286  | 268  | 267  | 259  |
|               | 2000 | 2003 | 2005 | 2008 | 2011 | 2013 | 2016 | 2019 | 2021 | 2024 |

A 2001-es népszámlálás adatai szerint a település lakosságának 19%-a szlovák.
A 2011-es népszámlálás során a lakosok 100%-a magyarnak, 39,9% szlováknak, 0,4% szlovénnek mondta magát (a kettős identitások miatt a végösszeg nagyobb lehet 100%-nál). A vallási megoszlás a következő volt: római katolikus 84,2%, református 5,1%, görögkatolikus 5,9%, felekezeten kívüli 1,5% (3,3% nem válaszolt).
2022-ben a lakosság 95,5%-a vallotta magát magyarnak, 42,9% szlováknak, 0,4% németnek, 4% egyéb, nem hazai nemzetiségűnek (3,2% nem nyilatkozott; a kettős identitások miatt a végösszeg nagyobb lehet 100%-nál). Vallásuk szerint 72,1% volt római katolikus, 3,2% református, 4,9% görög katolikus, 0,4% felekezeten kívüli (19% nem válaszolt).

## Nevezetességei
- Római katolikus templom
- Zempléni Tájvédelmi Körzet nem messze; Lackó-hegyi kőszikla
- Hegyközi Erdei Kisvasút, Kemencepatakon halad át
- Kőkapu 5 km-re
- Kemence-patak
- A településen áthalad az Országos Kéktúra.
- Édesanyánk Öröksége Népművészeti Kiállítás[17]

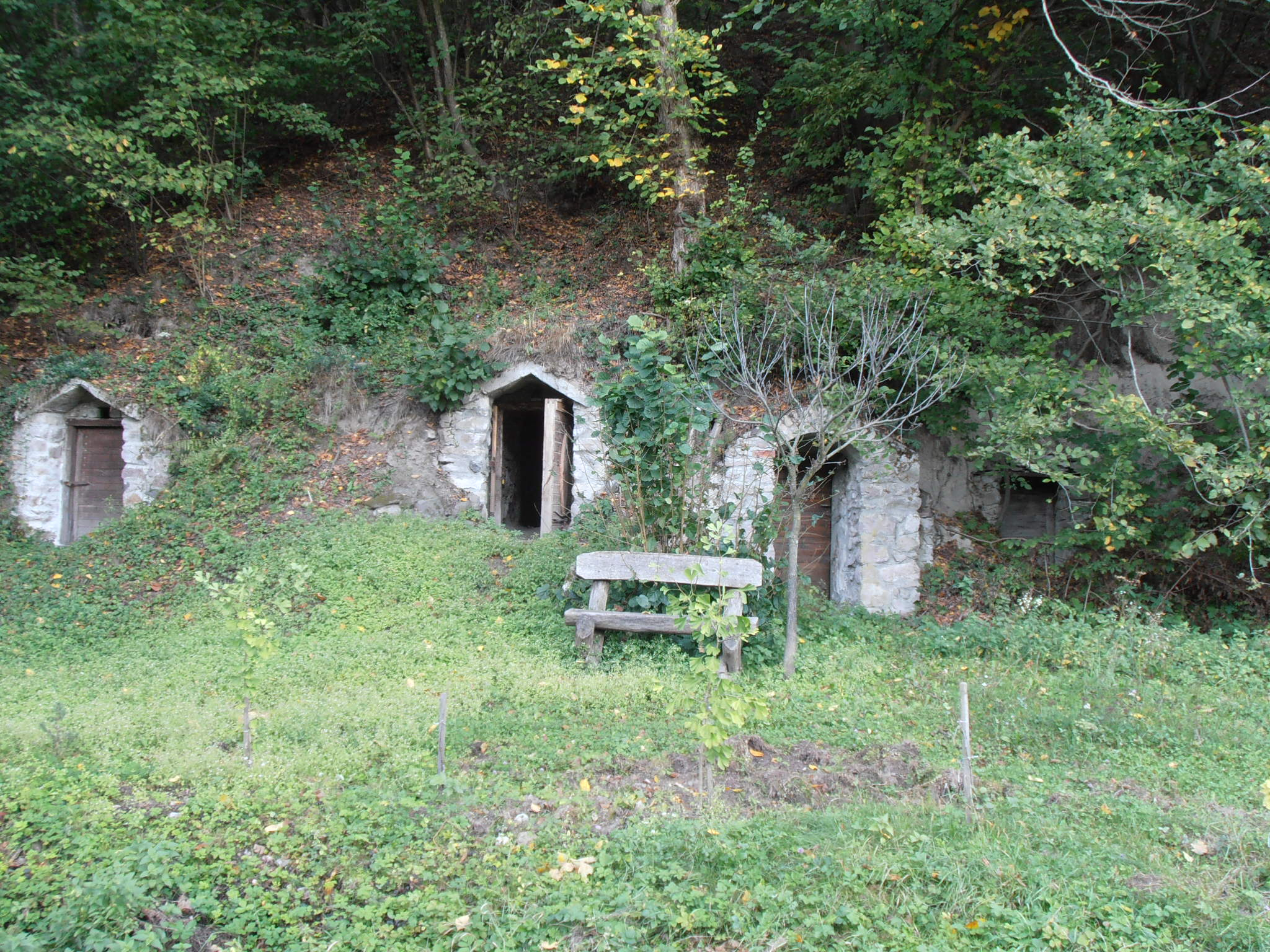
Domboldalba ásott pincék
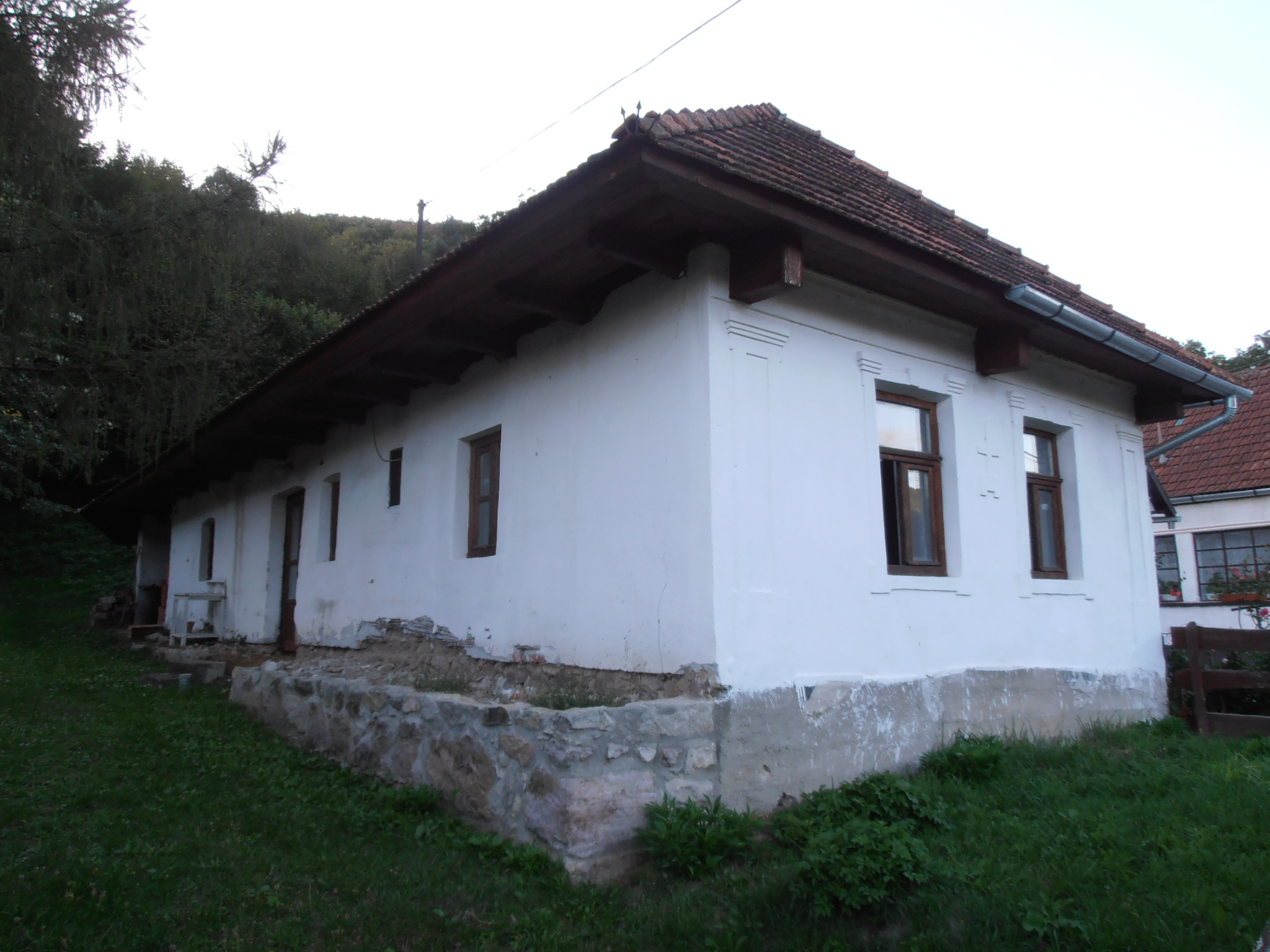
Régi parasztház

## Környező települések
Bózsva, Nagyhuta, a legközelebbi város: Pálháza.